# Cook (Nebraska)
Cook è un comune degli Stati Uniti d'America, situato nello Stato del Nebraska, nella contea di Johnson.